# 1924年逝世人物列表
1924年逝世人物列表：1月 - 2月 - 3月 - 4月 - 5月 - 6月 - 7月 - 8月 - 9月 - 10月 - 11月 - 12月
下面是1924年逝世的知名人士列表。

## 1月

### 2日
- 萨宾·巴林-古尔德，英格兰小说家、传记作家、音乐学者和圣公宗牧师[1]

### 9日
- 龐南巴拉姆·阿魯納恰拉姆

### 13日
- 埃尔曼·乔治·贝热
- 阿爾伯特·艾布拉姆斯，美國醫生
- 格奧爾格·赫爾曼·昆克，德國物理學家

### 14日
- 路德·埃米特·霍爾特，美國兒科醫生

### 16日
- 利塞里奧·傑羅尼莫，菲律賓軍事領袖

### 21日
- 列宁，俄国革命家，苏联創始人。

### 22日
- 吉诺·贝洛尼

### 24日
- 奧古斯特-路易-阿爾貝里克，達倫貝格親王
- 瑪麗-阿德萊德，盧森堡大公夫人

### 28日
- 特奥菲洛·布拉加，葡萄牙作家

### 30日
- 斐迪南親王，蒙龐西耶公爵

## 2月

### 3日
- 伍德罗·威尔逊，美國第28任總統。[2]

### 11日
- 雅克·勒布，出生於德國的美國生理學家和生物學家[3]

### 13日
- 艾伯特·贝茨

### 16日
- 亨利·培根，美國建築師
- 約翰·威廉·肯德里克，美國鐵路主管
- 威廉·施密特，德國機車過熱蒸汽的先驅

### 17日
- 奧古斯丁·布埃·德·拉佩雷爾，法國海軍上將
- 奥斯卡·梅里坎托，芬蘭作曲家[4]

### 22日
- 曼努埃爾·蒂尼奧，菲律賓將軍和政治家

### 29日
- 艾米莉·呂特，桑給巴爾公主

## 3月

### 4日
- 范妮·伊顿，牙買加藝術家模特

### 9日
- 帕納吉奧蒂斯·丹利斯，希臘軍事領袖、政治家

### 11日
- 奧爾登堡公爵彼得·亞歷山德羅維奇
- 伊萬·葉夫斯特拉季耶夫·格紹夫，保加利亞第18任總理

### 15日
- 沃勒特·科諾，挪威政治家，挪威第4任首相

### 22日
- 路易士·德盧克，法國電影導演
- 威廉·麥克尤恩，英國外科醫生
- 羅伯特·尼維爾，法國第一次世界大戰將軍

### 24日
- 華頂宮博忠王

### 29日
- 查尔斯·维利尔斯·斯坦福，愛爾蘭作曲家，居住在英國[5]

### 31日
- 尼洛·佩萨尼亚，巴西政治家，巴西第7任總統

## 4月

### 4日
- 阿諾德·皮克，捷克斯洛伐克神經學家和精神病學家

### 10日
- 拉斐爾·伊格萊西亞斯·卡斯特羅，哥斯大黎加政治家，哥斯大黎加第16任總統
- 雨果·斯廷尼斯，德國實業家、政治家

### 14日
- 路易斯·沙利文，美國建築師

### 19日
- 保羅·博伊頓，愛爾蘭裔美國極限水上運動先驅

### 21日
- 瑪麗·科雷利，英國小說家[6]
- 埃莱奥诺拉·杜斯，義大利女演員[7]

### 24日
- 斯坦利·霍爾，美國心理學家、教育家[8]

## 5月

### 4日
- E·內斯比特，英國作家[9]

### 6日
- 卡雷爾·史蒂文·阿達瑪·范·謝爾特馬，荷蘭詩人

### 10日
- 喬治·凱南，美國探險家

### 12日
- 威廉·詹姆斯·比尔

### 15日
- 保罗-亨利-邦雅曼·德斯图内勒·德康斯坦，法國外交官，諾貝爾和平獎獲得者

### 20日
- 第八世哲布尊丹巴呼圖克圖

### 24日
- 查尔斯·威廉·安德鲁斯

### 26日
- 維克多·赫伯特，愛爾蘭劇作家

## 6月

### 3日
- 弗朗茨·卡夫卡，小説家，作家[10]

### 9日
- 安德鲁·欧文，英國登山者（迷失在珠穆朗瑪峰）
- 乔治·马洛里，英國登山者（在珠穆朗瑪峰上迷路）

### 10日
- 賈科莫·馬泰奧蒂，義大利社會主義政治家（遇刺身亡）

### 11日
- 西奧多·杜波依斯，法國作曲家、教師
- 雅各·伊斯雷爾·德·哈恩，荷蘭猶太文學作家、記者

### 30日
- 約翰內斯·馮·埃本，德國將軍

## 7月

### 2日
- 松方正義，日本第4、6任首相。

### 14日
- 伊莎貝拉·福特，英國社會主義者、女權主義者、工會會員和作家
- 伊莎貝拉·斯圖爾特·加德納，美國藝術收藏家、慈善家

### 23日
- 弗蘭克·弗羅斯特·阿博特，美國古典學者

### 27日
- 费卢西奥·布索尼，義大利鋼琴家、作曲家

### 28日
- 吳秉禮，(24歲)，中日抗戰時任黃埔軍校學員，病逝。

## 8月

### 1日
- 毛宜，(年齡不詳)，中日抗戰時任黃埔軍校第一期第三隊學員。

### 2日
- 小喬治·希拉斯，美國最高法院大法官

### 3日
- 约瑟夫·康拉德，波蘭出生的作家[11]

### 5日
- 特奧多爾·特奧多羅夫，保加利亞第19任總理

### 7日
- 布魯斯·格裡特，非裔美國歷史學家，前奴隸

### 8日
- 歐內斯汀·馮·基希斯貝格，奧地利畫家

### 15日
- 第一代諾利斯子爵法蘭西斯·諾利斯，英國國王愛德華七世的私人秘書

### 17日
- 保罗·纳托普，德國哲學家
- 帕维尔·萨穆伊洛维奇·乌雷松，俄羅斯數學家

### 18日
- 安托萬·德·米特裡，法國將軍

### 19日
- 查尔斯·威廉·巴丁

### 25日
- 馬里亞諾·阿爾瓦雷斯，菲律賓將軍

### 27日
- 威廉·贝利斯

### 31日
- 托多爾·亞歷山德羅夫，保加利亞革命家

## 9月

### 1日
- 撒母耳·鮑德溫·馬克斯·楊，美國將軍，美國陸軍第一任參謀長

### 6日
- 瑪麗·瓦萊麗，奧地利女大公

### 11日
- 穆罕默德·賈馬魯爾·阿拉姆二世，汶萊蘇丹

### 15日
- 弗蘭克·錢斯，美國棒球大聯盟名人堂成員

### 18日
- F.H.布蘭得利，英國哲學家

### 22日
- 赫爾曼·科維斯·馮·科維沙扎，奧匈帝國陸軍元帥[12]

### 24日
- 曼努埃爾·埃斯特拉達·卡夫雷拉，瓜地馬拉第13任總統
- 瑾妃，清朝皇妃

### 25日
- 洛塔·克拉布特裡，美國舞臺女演員

## 10月

### 9日
- 瓦列里·布留索夫

### 12日
- 阿納托爾·弗朗西斯，法國作家，諾貝爾獎獲得者[13]
- 凱特·萊斯特，美國舞臺和無聲銀幕女演員

### 16日
- 约翰·布莱克_(射击运动员)

### 18日
- 喬瓦尼·安西洛托，義大利第一次世界大戰飛行王牌
- 法蘭茨·施拉德，法國登山家、地理學家、製圖師和風景畫家

### 22日
- 白劳易

### 26日
- 路易吉·佩盧，義大利第14任總理

### 29日
- 法蘭西絲·霍森·柏納特，英美作家[14]

## 11月

### 3日
- 馬里奧·迪·卡佩尼亞，義大利將軍、政治家

### 4日
- 加布里埃爾·佛瑞，法國作曲家[15]

### 9日
- 亨利·卡伯特·洛奇，美國政治家

### 10日
- 阿奇博尔德·盖基，英國地質學家[16]
- 迪恩·奧巴尼恩，美國黑幫[17]

### 12日
- E.D.莫雷爾，法國出生的英國記者和政治家

### 19日
- 湯瑪斯·H·因斯，美國電影製片人

### 20日
- 埃比尼澤·科布·莫利，英國運動員，足球協會和現代足球之父

### 21日
- 弗洛伦斯·哈定，美國第一夫人

### 29日
- 贾科莫·普契尼，義大利作曲家[18]

## 12月

### 2日
- 卡齊米埃拉斯·布加，立陶宛語言學家
- 雨果·馮·塞利格，德國天文學家[19]

### 4日
- 西普里亚诺·卡斯特罗，委內瑞拉軍官、政治家、委內瑞拉第38任總統

### 5日
- 蘇布拉馬尼亞·伊耶爾，印度律師和自由鬥士

### 6日
- 吉恩·斯特拉頓-波特，美國作家、編劇和博物學家[20]

### 8日
- 克萨韦尔·沙尔文卡，波蘭裔德國作曲家

### 12日
- 青木宣纯

### 13日
- 撒母耳·岡珀斯，美國勞工領袖

### 15日
- 薩克森-魏瑪-艾森納赫的威廉親王

### 19日
- 路易士·埃米利奧·雷卡巴倫，智利政治家，智利共產黨創始人。[21]

### 20日
- 里卡多·貝利弗，西班牙雕塑家

### 21日
- 安娜·希爾塔-雷齊烏斯，瑞典女權活動家

### 27日
- 阿格達·邁爾森，瑞典護士，醫療保健職業活動家

### 29日
- 卡爾·斯彼特勒，瑞士作家，諾貝爾獎獲得者

### 31日
- 撒母耳·克納格斯，英國公務員

## 日期不詳
- 扎丹巴·巴巴桑